# Атія Бальба Секунда
Атія Бальба Секунда (лат. Atia Balba Secunda), (85 до н. е. — 43 до н. е.) — племінниця Юлія Цезаря, мати імператора Октавіана Августа.

## Походження
Атія була середньою дитиною в сім'ї  Юлії Цезаріс Молодшої, сестри Юлія Цезаря, і претора 60 до н. е. Марка Атія Бальба, двоюрідного брата  Помпея Великого.
У пари було троє дітей. Найпоширеніша версія, що всі вони були дівчатка. Атія Бальба Прима, Атія Бальба Секунда та Атія Бальба Терція. Однак, згідно  Рональду Сайму . У пари був хлопчик - Марк Атій Бальб (промагістрат 38 до н. е.), і дві дівчинки - Атія Старша і Атія Молодша.

## Перший шлюб
Близько 70 до н. е. Атію Бальбу Цезонію у п'ятнадцятирічному віці видали заміж за прихильника Цезаря,  Гая Октавія, знаменитого полководця, претора 61 до н. е. Для Октавія, якому було близько 33-х років, це був другий шлюб. Від першої дружини -  Анхар у нього вже була дочка, Октавія Старша. Анхар, швидше за все, померла і залишила його вдівцем.
У 69 до н. е. у пари народжується донька - Октавія Молодша, а в 63 до н. е. - син, Гай Октавій Фурін Молодший, якому судилося стати імператором Октавіаном Августом.
У 59 до н. е. Гай Октавій вмирає на шляху до Риму.

## Другий шлюб
Приблизно в 57 до н. е. Атія вдруге виходить заміж за вдівця,  патриція Луція Марція Філіпа, консула 56 до н. е. У шлюбі вона займається вихованням своїх двох дітей і двох дітей Луція Марція від першого шлюбу.
У 43 до н. е., (серпні або вересні) під час першого консульства свого сина, Атія вмирає. Октавіан влаштовує пишні похорони і гри в її пам'ять.
Луцій Марцій Філіп пізніше одружився з її молодшою сестрою, Атією Бальба Терцією.

## Атія в історії

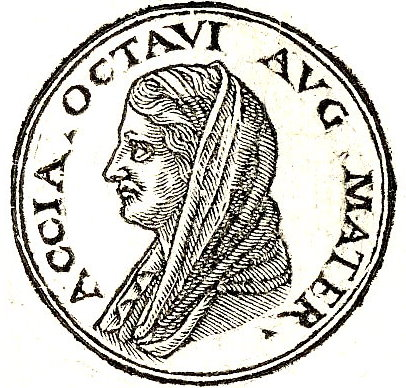
Портрет зі збірки біографій
Promptuarii Iconum Insigniorum (1553)

Атія практично не чинила ніякого впливу на політичні справи своїх чоловіків і сина. Проте вона настільки дорожила здоров'ям Октавіана, що вмовила його відмовитися від честі бути спадкоємцем Юлія Цезаря.
Тацит характеризує її як одну з «виключно релігійних і моральних, найчудовіших матрон республіки». 
Також вона згадується у  Светонія  у зв'язку зі знаками які передували народженню Октавіана.

## Атія в мистецтві
Атія в телесеріалі  Рим - розпусна і підступна інтриганка - не має нічого спільного з історичною Атією, але дуже нагадує  Фульвію - третю дружину  Марка Антонія.